# Trichiosoma scalesii
Trichiosoma scalesii är en stekelart som beskrevs av Leach 1817. Trichiosoma scalesii ingår i släktet Trichiosoma, och familjen klubbhornsteklar. Arten har ej påträffats i Sverige.